# Betty Williamsová
Betty Williamsová (nepřechýleně Williams; 22. května 1943 Belfast, Spojené království – 17. března 2020 Belfast) byla britská mírová aktivistka a spoluzakladatelka organizace Community of Peace People, která měla za cíl mírově ukončit konflikt v Severním Irsku. Spolu s Mairead Corriganovou je držitelkou Nobelovy ceny za mír za rok 1976.
Středem pozornosti se stala, když byla 10. října 1976 svědkem smrti tří dětí, které zasáhlo auto, ve kterém seděl právě zastřelený člen skupiny PIRA. Během dvou dnů Williamsová získala 6 000 podpisů petice za mír.